# Lars Gustaf Carlbom
Lars Gustaf Carlbom, född 25 augusti 1805 i Stockholm, död 15 maj 1848 i Stockholm, var en svensk violast vid Kungliga hovkapellet.

## Biografi
Lars Gustaf Carlbom föddes 25 augusti 1805 i Stockholm. Han anställdes 1 september 1838 som violast vid Kungliga hovkapellet i Stockholm och slutade 1 juli 1847. Carlbom avled 15 maj 1848 i Stockholm.